# Chlorostrymon
Chlorostrymon is een geslacht van vlinders van de familie Lycaenidae, uit de onderfamilie Theclinae.

## Soorten
- C. chileana Johnson, 1989
- C. kuscheli (Ureta, 1949)
- C. maesites (Herrich-Schäffer, 1864)
- C. simaethis (Drury, 1773)
- C. telea (Hewitson, 1868)